# Lycaena oxiana
Lycaena oxiana är en fjärilsart som beskrevs av Grose-smith 1890. Lycaena oxiana ingår i släktet Lycaena och familjen juvelvingar. Inga underarter finns listade i Catalogue of Life.